# Lars Vargö
Lars Vargö, född 6 oktober 1947, är en svensk japanolog och tidigare diplomat.

## Biografi
Sina universitetsstudier inriktade han på ämnena kinesiska, japanska, historia och religionshistoria. År 1972–1976 forskade han kring äldre japansk historia vid Kyoto universitet i Japan och 1982 disputerade han i japanologi vid Stockholms universitet på avhandlingen Social and Economic Conditions for the Formation of the Early Japanese State.
Han har varit föredragande i Riksdagens utrikesutskott (1990–1992) och chef för Riksdagens internationella kansli (2001–2005). Åren 1978–2014 tjänstgjorde som diplomat och var stationerad vid Sveriges ambassad i Tokyo (fyra gånger) och även i  Washington D.C. och Tripoli.
Vargö var Sveriges ambassadör i Vilnius 1998–1999, ambassadör i Seoul 2006–2011 och ambassadör i Tokyo 2011–2014.

## Författarskap
Vargö har givit ut ett flertal böcker om japansk kultur och gjort flera litteraturöversättningar; han har även tolkat haiku-dikter och annan japansk lyrik till svenska. Hans egen fyrspråkiga diktsamling "Winter moon/Vintermåne/冬の月/겨울의달" kom ut 2011. Han är ordförande för Svenska Haikusällskapet och chef för Stockholm Japan Center vid Institute for Security and Development Policy i Stockholm. 
År 2004 tog han initiativet till instiftandet av Cikada-priset, ett svenskt litteraturpris som utdelas till östasiatiska poeter.